# Tavi költők
A tavi költők  (Lake Poets) mind az angliai Lake Districtben laktak huzamosabb időn keresztül a 18. és 19. század fordulóján. Annak ellenére, hogy egy költői csoportról van szó, "iskolát" nem alkottak, sem olyan irodalmi gyakorlatot, ami koruk számára ismert lett volna, bár akkoriban mindannyiuk munkáját az Edinburgh Review egyformán negatív kritikával illette. A tavi költőket az angol romantikus irodalomhoz szokás sorolni.
A három költő, akit tavi költőnek neveznek, William Wordsworth, Samuel Taylor Coleridge és Robert Southey.

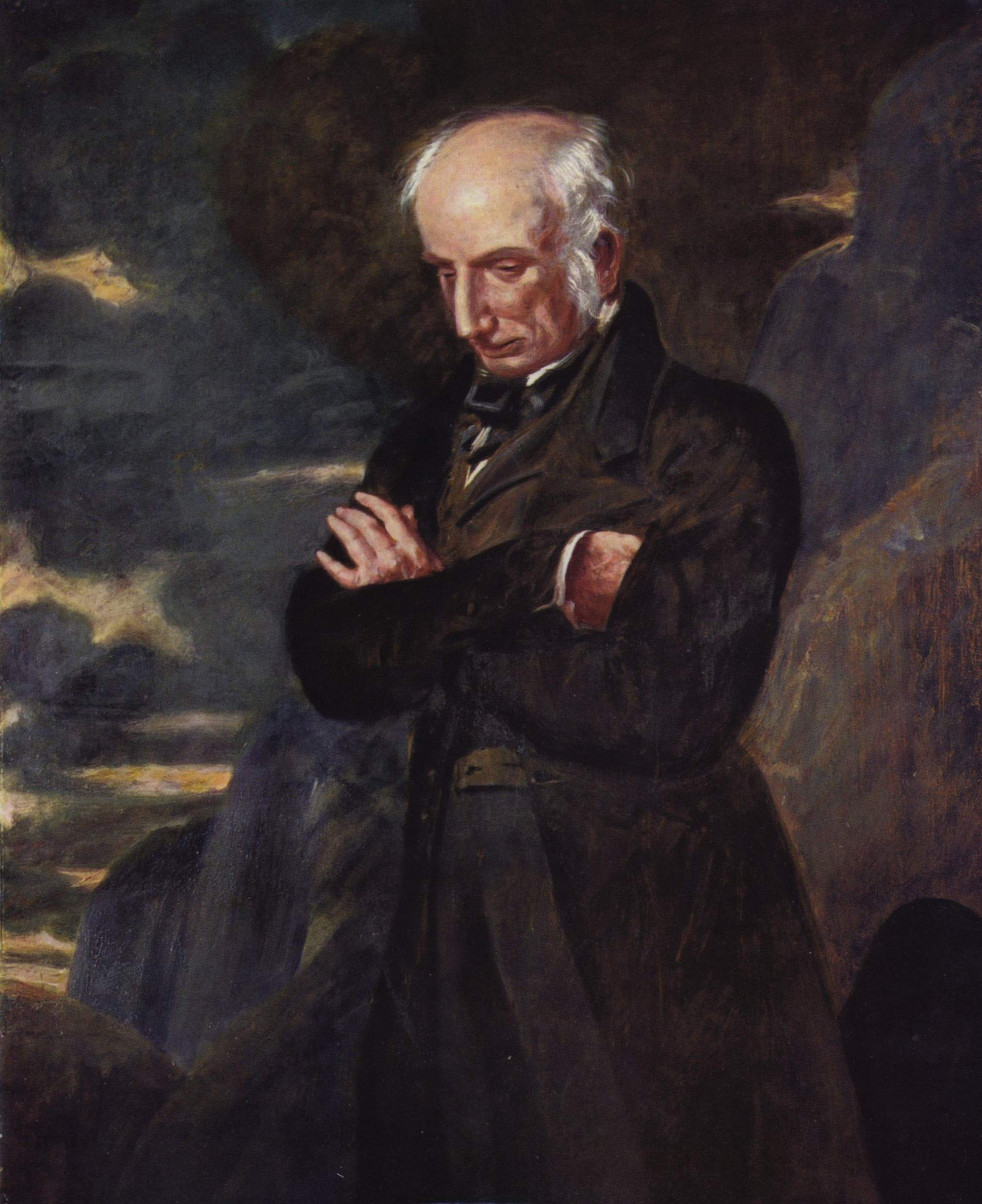
William Wordsworth, (Benjamin Robert Haydon, 1842)
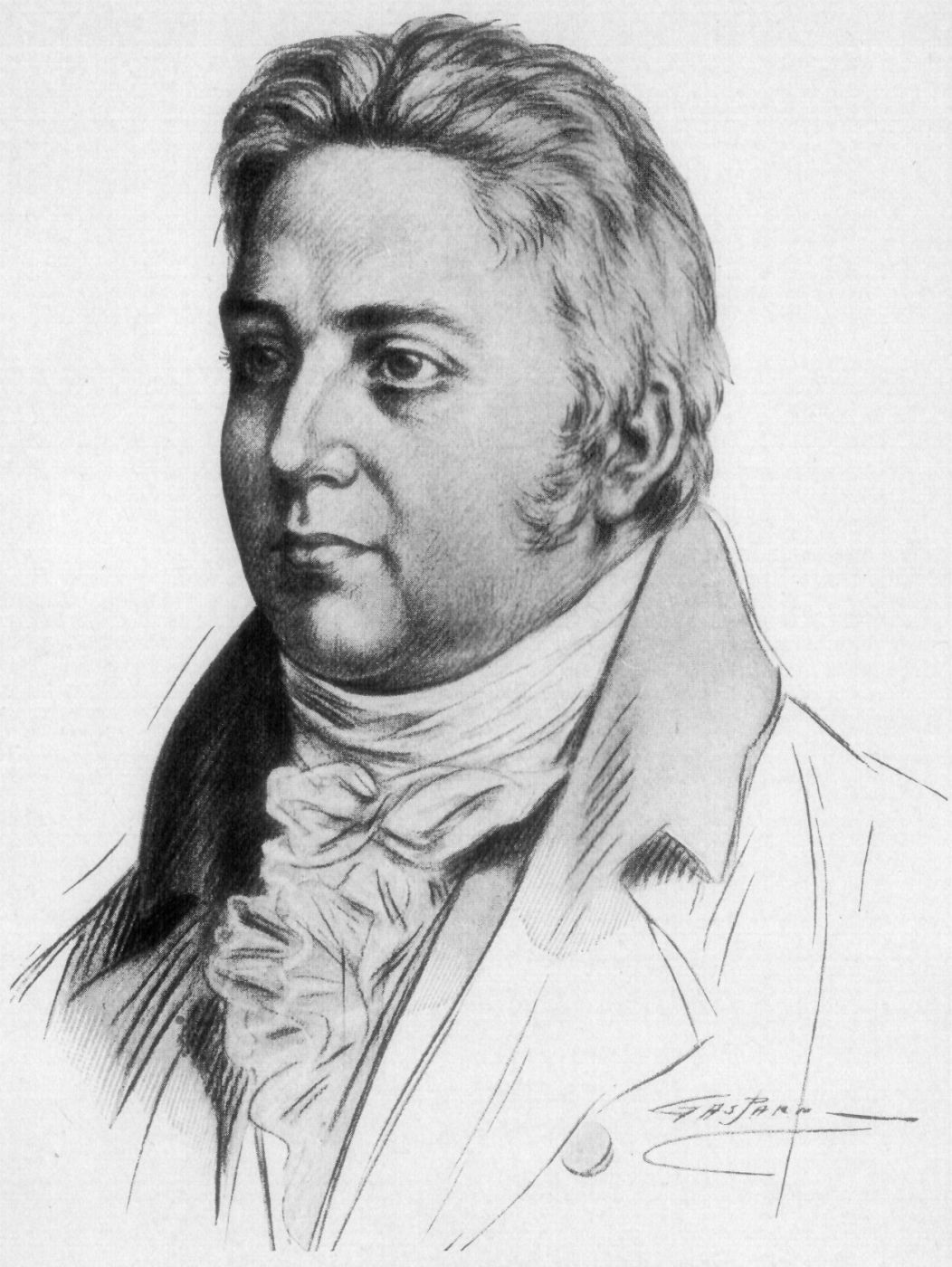
Samuel Taylor Coleridge
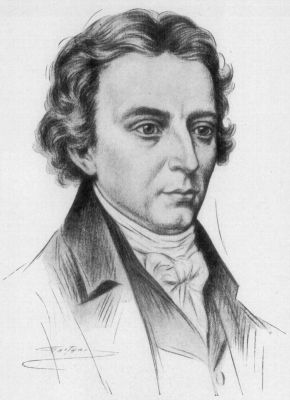
Robert Southey

## Külső hivatkozások
- A tavi költőkről magyarul.[halott link]
- Cikk a tavi költőkről az Élet és irodalomban. 2007. Augusztus 3., 31. szám Archiválva 2007. október 26-i dátummal a Wayback Machine-ben